# Leichtathletik-Weltmeisterschaften 2013/Teilnehmer (Puerto Rico)
| Gelbes Symbol für Goldmedaillen mit stilisierten Olympischen Ringen | Graues Symbol für Silbermedaillen mit stilisierten Olympischen Ringen | Braundes Symbol für Bronzemedaillen mit stilisierten Olympischen Ringen |
| ------------------------------------------------------------------- | --------------------------------------------------------------------- | ----------------------------------------------------------------------- |
| —                                                                   | —                                                                     | —                                                                       |

Der Leichtathletik-Verband Puerto Ricos stellte eine Teilnehmerin und drei Teilnehmer bei den Leichtathletik-Weltmeisterschaften 2013 in Russlands Hauptstadt Moskau.

## Ergebnisse

### Männer

#### Laufdisziplinen
| Athlet         | Disziplin | Vorlauf     | Vorlauf | Halbfinale         | Halbfinale         | Finale             | Finale             |
| Athlet         | Disziplin | Zeit        | Platz   | Zeit               | Platz              | Zeit               | Platz              |
| -------------- | --------- | ----------- | ------- | ------------------ | ------------------ | ------------------ | ------------------ |
| Eric Alejandro | 400 m     | 49,79 s     | 15      | 49,44 s SB         | 17                 | nicht qualifiziert | nicht qualifiziert |
| Javier Culson  | 400 m     | 49,91 s     | 20      | 48,42 s            | 7                  | 48,38 s            | 6                  |
| Wesley Vázquez | 800 m     | 1:50,60 min | 41      | nicht qualifiziert | nicht qualifiziert | nicht qualifiziert | nicht qualifiziert |

### Frauen

#### Laufdisziplinen
| Athletin      | Disziplin        | Vorlauf     | Vorlauf | Halbfinale | Halbfinale | Finale             | Finale             |
| Athletin      | Disziplin        | Zeit        | Platz   | Zeit       | Platz      | Zeit               | Platz              |
| ------------- | ---------------- | ----------- | ------- | ---------- | ---------- | ------------------ | ------------------ |
| Beverly Ramos | 3000 m Hindernis | 9:49,60 min | 21      |            |            | nicht qualifiziert | nicht qualifiziert |